# رحابة (شبام)
'

تعديل مصدري - تعديل

رحابة هي إحدى قرى عزلة شبام بمديرية شبام التابعة لمحافظة حضرموت، بلغ تعداد سكانها 92 نسمة حسب تعداد اليمن لعام 2004.